# Герб Лахденпохского района
Герб Лахденпохского района — является официальным конвенциональным (условным) опознавательно-правовым знаком, являющийся символом наряду с флагом Лахденпохского муниципального образования Республики Карелия Российской Федерации.
Утверждён решением Совета Лахденпохского МР (№54/383-6) от 10 октября 2019 года. Герб зарегистрирован в Государственном геральдическом регистре РФ под № 12682.

## Описание
Серебряный летящий в правую перевязь журавль в золотой короне с распростёртыми крыльями напоминает о старом названии территории. Земли современного Лахденпохского района входили в состав Куркиекского уезда Выборгской губернии, журавль — гласное напоминание о старом названии уезда.

## Символизм
Корона, венчающая герб, напоминание о том, что в XVII веке эти земли входили в состав Кронеборгского графства (центр графства — город Кронеборг, современный поселок Куркиеки), в переводе Кронеборг означает «коронный замок». Если учесть, что одновременно территория входила в состав Выборгской губернии, а главный символ центра губернии — Выборга — Выборгский замок, то фигуры герба тем более символичны. С 1940 года и до сих пор территория района (первоначально Куркиекского района республики Карелии затем Лахденпохского) , являлась и является пограничной территорией страны, то становится понятным наличие крепостной сторожевой башни. Кроме того, для средневековой топонимики Кронеборгского графства вполне характерным было название «Замковая гора», что следует из приведенной выше исторической справки. Таким образом
фигуры герба символизируют исторически сложившиеся топонимические реалии, особенности современного географического расположения района, его природу.
Применённые в гербе цвета в геральдике символизируют:
Золото (жёлтый) - цвет солнечного света, одновременно цвет лесных богатств района (древесина).
Серебро (белый) - традиционный цвет чистоты помыслов, духовности.
Червлень (красный) - символ храбрости, отваги, неустрашимости.
Исторически территория района являлась территорией противостояния России и Швеции, поэтому червлень олицетворяет храбрость и отвагу защитников Карельской земли.
Герб разработан авторским коллективом в составе: Башкирова Константина Сергеевича, Карпуниной Виктории Валерьевны, Штейнбах Светланы Юрьевны.

## Версия 1997 года
Герб представляет собой прямоугольный щит варяжского типа, закругленный в нижней четверти. Щит разделён на три поля вертикальной линией и пересечением. В верхней части щита на красном фоне изображён плывущий вправо серебряный парусник — символ мореплавания и торговли, что указывает на положение города на берегу Ладожского озера и роль торгового плавания в росте благосостояния местного населения. В правой части на зелёном фоне изображён золотой сноп — символизирующий традиционное значение для района сельско-хозяйственного производства. Район с древнейших времен и до конца XX века был развитым центром земледелия и животноводства. В левой части на голубом поле изображены два летящих влево серебряных журавля с золотыми клювами — отражающие название исторического центра района Куркиёки (в переводе с фин. "Журавлиная река"). Кроме того журавль — осторожная птица и является символом благоразумия, неусыпного внимания и осторожности, а также знаком изобилия этих птиц. Правая часть поля переходит в стилизованное изображение сосны, а левое — ели, как и на Государственном гербе Республики Карелия.
Авторы - В. Я. Степаненко и Л. Л. Нейкен.
Утверждён герб в 1997 году, и использовался до 2020 года.
Ныне герб версии 1997 года используется как герб города Лахденпохья.